# Feröer földrajza
Feröer egy vulkáni eredetű szigetcsoport az Atlanti-óceán északi részén, nagyjából félúton Norvégia, Skócia és Izland között. A szigetcsoportot az Északi-Atlanti-óceán veszi körül; tőle északra kezdődik a Norvég-tenger. Koordinátái é. sz. 61° 59′ 53″, ny. h. 6° 46′ 23″61.998056°N 6.773056°W. Területe 1395,74 km², melyen sem nagyobb tavak, sem jelentősebb folyók nem találhatók. Kiterjedése észak-déli irányban 118, kelet-nyugati irányban 78 km> Partvonala 1289 km hosszú.

## Domborzat
Feröer Izlandhoz hasonlóan a Grönlandtól Skóciáig húzódó, forróponttevékenység során keletkezett vulkanikus tenger alatti hátságon emelkedik. Egy 50-60 millió évvel ezelőtt kihunyt hatalmas rétegvulkán maradványa. A vulkán központi része a mai szigetektől nyugatra helyezkedett el. A szigeteket főként bazalt alkotja. A szembeötlő, sima, párhuzamos bazaltrétegek kelet felé lejtenek.
A vulkánmaradványt a jégkorszak egy részében összefüggő jégtakaró fedte; a melegebb időszakban csak a legmagasabb részeket fedte jégsapka. A jégsapkákból minden irányba leereszkedő gleccserek U alakú gleccservölgyeket vájtak ki, a tengerszint alatt is folytatódó glaciális erózió fjordokat alakítottak ki, amelyek a vulkánmaradványt részekre vágták.

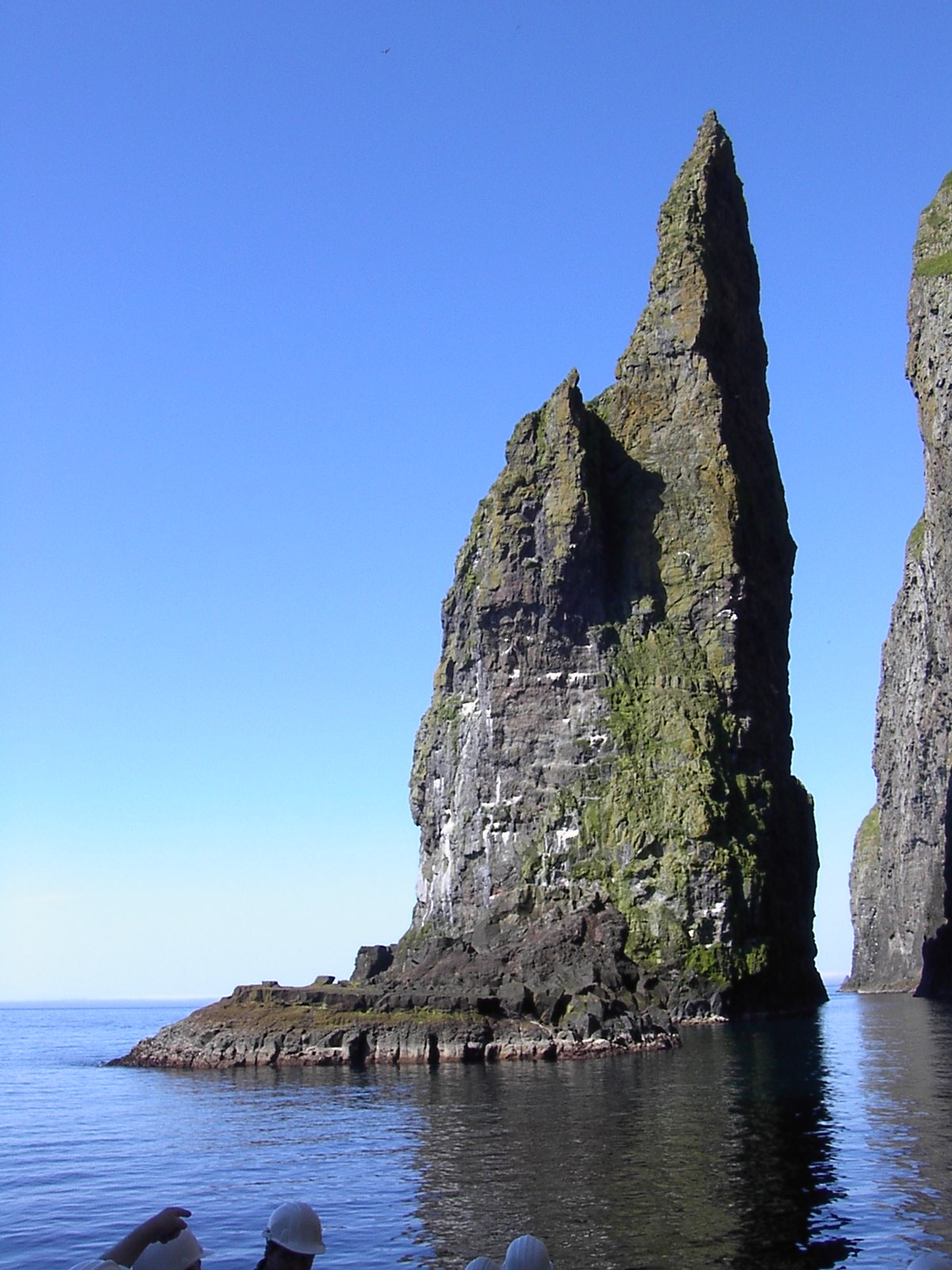
Szabadon álló sziklaszirt, Vestmannai madársziklák

Az abrázió folyamatosan pusztítja a szigeteket.
A szigetcsoport 18 szigetből áll, amelyeket néhány kilométer, esetenként néhány száz méter széles tengerszorosok választanak el egymástól. Az egyes szigetek partvonala rendkívül tagolt, bonyolult. A szigeteken kívül 11 holm és 750 sziklazátony tartozik Feröerhez. A partvonal hossza összesen 1289 km; a szigetek egyetlen pontja sincsen 5 km-nél messzebb az óceántól.
Feröer legmagasabb csúcsa a Slættaratindur (882 m) Eysturoy szigeten, amelyet a Gráfelli, a Villingadalsfjall, a Kúvingafjall és a Teigafjall követ, valamennyi 800 m feletti magassággal. A szárazföld átlagos magassága 300 m. A szigetek domborzatát jégformálta, merész sziklagerincek és csúcsok, és köztük széles, U alakú völgyek jellemzik. Vízszintes területek alig vannak. Az abrázió, elsősorban a nyugati partokon, több száz m magas sziklafalakat (Vestmannai madársziklák), sziklakapukat, tengerrel elöntött barlangokat, látványos sziklatornyokat (Óriás és Boszorkány) alakított ki.
Lásd még: Feröer hegyei

## Vízrajz

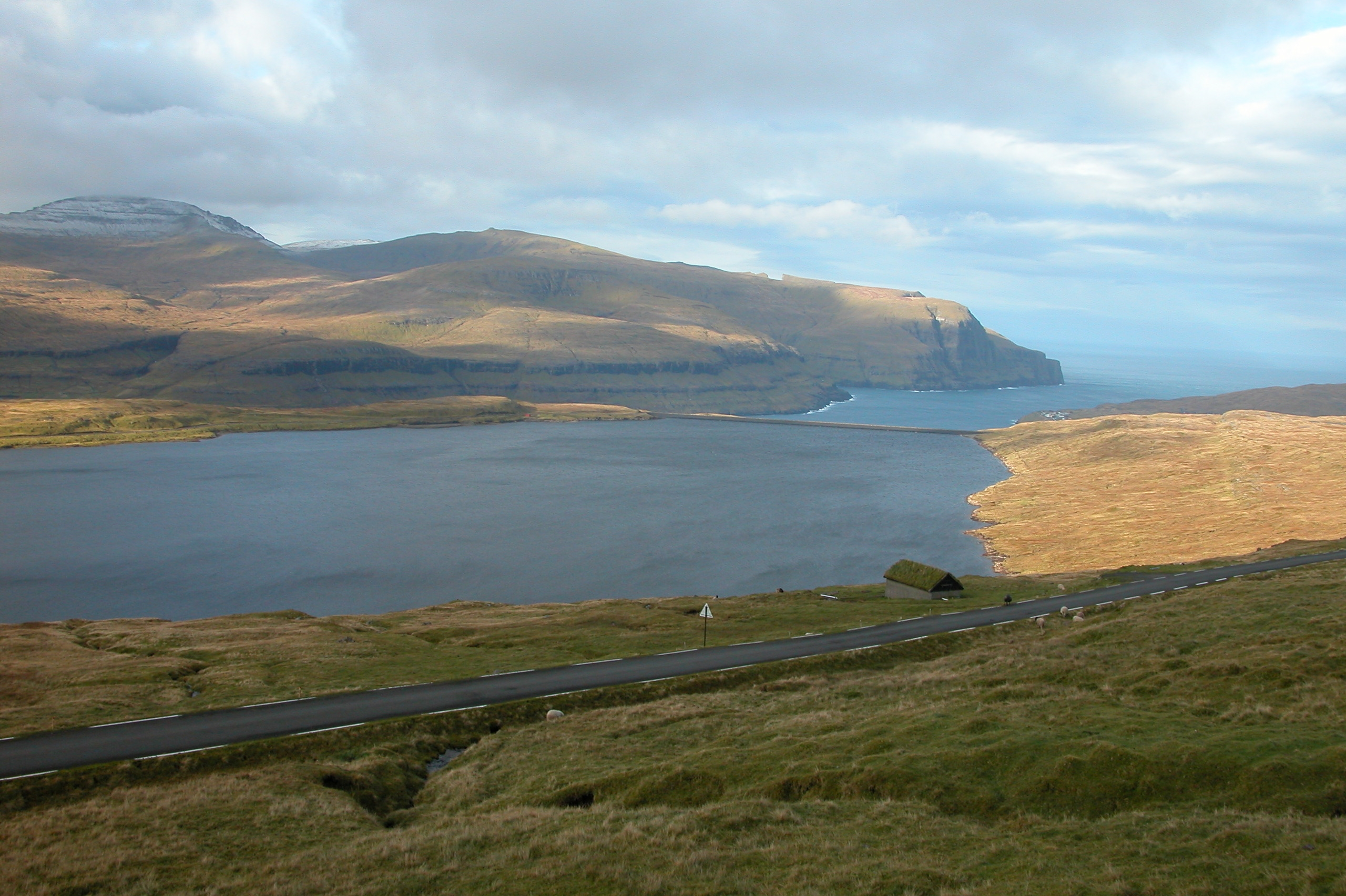
Az Eiðisvatn

A szigetcsoportot az Északi-Atlanti-óceán veszi körül. tőle északra kezdődik a Norvég-tenger, melynek határa a Nemzetközi Hidrográfiai Szervezet lehatárolása alapján érinti Fugloy északkeleti csúcsát.
Feröeren jelentős folyók vagy tavak nem találhatók, csak számos apró patak és kisebb állóvíz. Legnagyobb tavai a Sørvágsvatn (3,6 km²), a Fjallavatn, a Sandsvatn, a Toftavatn és az Eiðisvatn.

## Éghajlat
Feröer éghajlata a Golf-áramlatnak köszönhetően a földrajzi szélességhez képest enyhe. Tórshavnban az évi középhőmérséklet 6,6 °C (januárban 3 °C, júliusban 11 °C). Az évi csapadékmennyiség eléri az 1500 mm-t. Minden hónapban gyakori a csapadék, de a tél a legcsapadékosabb. Évente átlagosan 280 napon esik eső vagy hó. Állandóan hóval vagy jéggel borított területek nincsenek a szigeteken. A legrövidebb nappal 5 óra, a leghosszabb 19 óra hosszú.
Feröer fekvésének és az alacsony fényszennyezésnek köszönhetően ideális hely a sarki fény megfigyelésére, de az északi félgömb leglátványosabb csillagképei – a Nagy Medve, a Kis Medve és a Cassiopeia is tisztán láthatók. A 2015. március 20-i napfogyatkozás például mintegy 3000 látogatót vonzott.

## Növényvilág

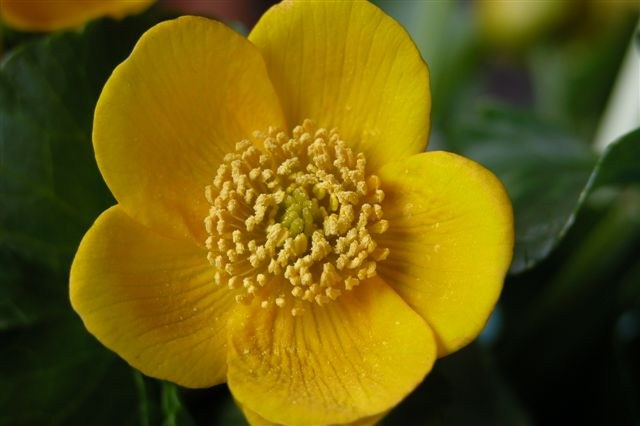
A mocsári gólyahír, sokak szerint Feröer nemzeti virága

A szigeteken nincsenek erdők, fák csak a településeken nőnek. Az aljnövényzet tundra jellegű, mohák, gombák, zuzmók, fűfélék alkotják. Védettebb völgyekben változatos virágos növények, köztük apró orchideák is élnek.

## Állatvilág

Fiatal kúpos fóka Sandvík
tengerpartján

A szigetek elszigetelt fekvése miatt – a legközelebbi kontinentális szárazföld Norvégia, 500 km-re keletre – egyes fajok természetes úton egyáltalán nincsenek jelen: többek között a hüllők, teknősök, édesvízi halak és ragadozók. Utóbbiak közül két kivétel az őshonos kúpos fóka, valamint a fjordokban is megjelenő Hosszúszárnyú gömbölyűfejű-delfin. A feröeri vizekben előforduló többi cet, például a kardszárnyú delfin elkerüli a fjordokat.
A Polycera faeroensis nevű csigafaj révén Feröerről egy tengeri állatfajt neveztek el.
Híres Feröer madárvilága: ornitológusok mintegy 367 fajt figyeltek meg, melyek közül 40 rendszeresen itt fészkel. Az ország nemzeti madara a csigaforgató.
A háziállatokat – juh, szarvasmarha, ló (a feröeri póni külön fajta), kutya, macska – csak az ember hozta magával. A tavakba betelepített édesvízi halak a pisztráng és a lazac. Ezek mellett a nyulak, a patkányok és az egerek vadon is szaporodnak.
Egyes rovarfajok szintén nincsenek jelen a szigeteken: nincsenek példáuk szúnyogok, de méhek sem. Jellemző a nagy gyökérrágólepke, amely 2004 óta az új 200 koronás bankjegyen is látható. Új (az 1990-es évek vége óta) a darázs, amelyet feltehetőleg hajón hurcoltak be Európából, amikor építőanyagot szállítottak az új labdarúgó stadionhoz.